# Maria del Portogallo (regina)
Maria Affonsez, detta anche Maria di Borgogna (Maria anche in aragonese, in catalano, in portoghese, in basco, in tedesco e in fiammingo, María in spagnolo, in galiziano, in asturiano, Mary in inglese e Marie in francese; 1313 – Évora, 18 gennaio 1357), fu regina consorte di Castiglia e León, dal 1328 al 1350.

## Origine[1][2][3][4]
Era la figlia primogenita del re del Portogallo Alfonso IV e della Principessa di Castiglia, Beatrice di Castiglia..

## Biografia
Maria viene citata con la sorella, Eleonora (a rainha D. Maria e a infante D. Leonor) come figlia del re Alfonso IV e della moglie, Beatrice, nel Livro Velho, in cui viene anche specificato che Maria divenne moglie del re di Castiglia e León, Alfonso XI (elrei D. Affonso de Castella filho delrey D. Fernando e da raynha D. Constança).
Maria ed il fratello Pietro (Don Pedro, D. Maria) sono citati nel Nobiliario del loro zio, Pietro, conte di Barcelos come figli del re Alfonso IV (D. Alonso…Rey) e della moglie, Beatrice di Castiglia (D. Beatriz).
Il 26 marzo del 1328, ad Alfaiates, nei pressi di Sabugal, Maria sposò il re di Castiglia e León, Alfonso XI, unico figlio maschio del re di Castiglia e León, Ferdinando IV di Castiglia e di Costanza del Portogallo. Secondo il Chronicon Domini Joannis Emmanuelis per il loro matrimonio, Alfonso XI e Maria, in quanto cugini, ebbero bisogno di una dispensa papale (filia Regis Portugaliæ consanguinea…dispensatione Papæ).
Maria del Portogallo era la seconda moglie di Alfonso XI, infatti, per poter sposare Maria, Alfonso aveva ripudiato nel 1327 la prima moglie Costanza Manuel e, dopo averla relegata nel castello della città di Toro, aveva fatto in modo che il matrimonio, nello stesso anno, fosse dichiarato nullo. Inoltre, quando concordò il matrimonio con Maria, aveva concordato, con il consenso di Giovanni Emanuele di Castiglia, padre di Costanza, il matrimonio della sua ex-moglie, Costanza, con il fratello di Maria, l'erede al trono del Portogallo, Pietro, che aveva circa la stessa età di Costanza.
Negli stessi anni, sembra nel 1327, Alfonso aveva conosciuto Eleonora di Guzmán, figlia del nobile castigliano Pietro Núñez di Guzmán (discendente dalla casa di San Domenico di Guzmán) e di Giovanna Ponzia di León, discendente del re Alfonso IX di León; e dal 1329, iniziò una relazione (che durò sino alla morte di Alfonso) con Eleonora.
Maria del Portogallo diede un primo erede al marito, che tuttavia morì quando aveva un anno di età e, nel 1334, ne diede un secondo, Pietro, ma vedendo che la situazione tra il marito e la sua amante non cambiava decise di tornare alla corte portoghese di suo padre per poi fissare la propria dimora ad Évora.
Alfonso IV, padre di Maria, nel 1335 cercò di esercitare pressioni sul genero affinché lasciasse l'amante e tornasse con la moglie, prima, negandogli l'appoggio militare contro i musulmani, poi, appoggiando i ribelli castigliani ed infine (quando, nel 1336, dopo che il matrimonio tra suo figlio, Pietro e Costanza fu celebrato solo per procura nel convento di San Francesco, a Évora, ed Alfonso XI aveva impedito alla sposa di lasciare la città di Toro) invadendo la Castiglia ed iniziando una guerra.
Quando però i Merinidi portarono a loro volta la guerra in Castiglia, Alfonso XI venne a più miti consigli e finalmente il matrimonio tra Costanza e Pietro poté essere nuovamente celebrato, con entrambi gli sposi presenti, a Lisbona, il 24 agosto 1339 ed Alfonso XI si impegnò a rinchiudere l'amante Eleonora in un convento e riprendere la moglie Maria con sé.
L'anno dopo Alfonso IV inviò le truppe portoghesi in soccorso ai castigliani che erano assediati dai Merinidi e dai musulmani del Sultanato di Granada, a Tarifa, dove gli eserciti cristiani riportarono la fondamentale vittoria del rio Salado (4 aprile 1340).
In seguito a questo avvenimento si arrivò alla pace tra Portogallo e Castiglia siglata a Siviglia, il 10 luglio 1340.

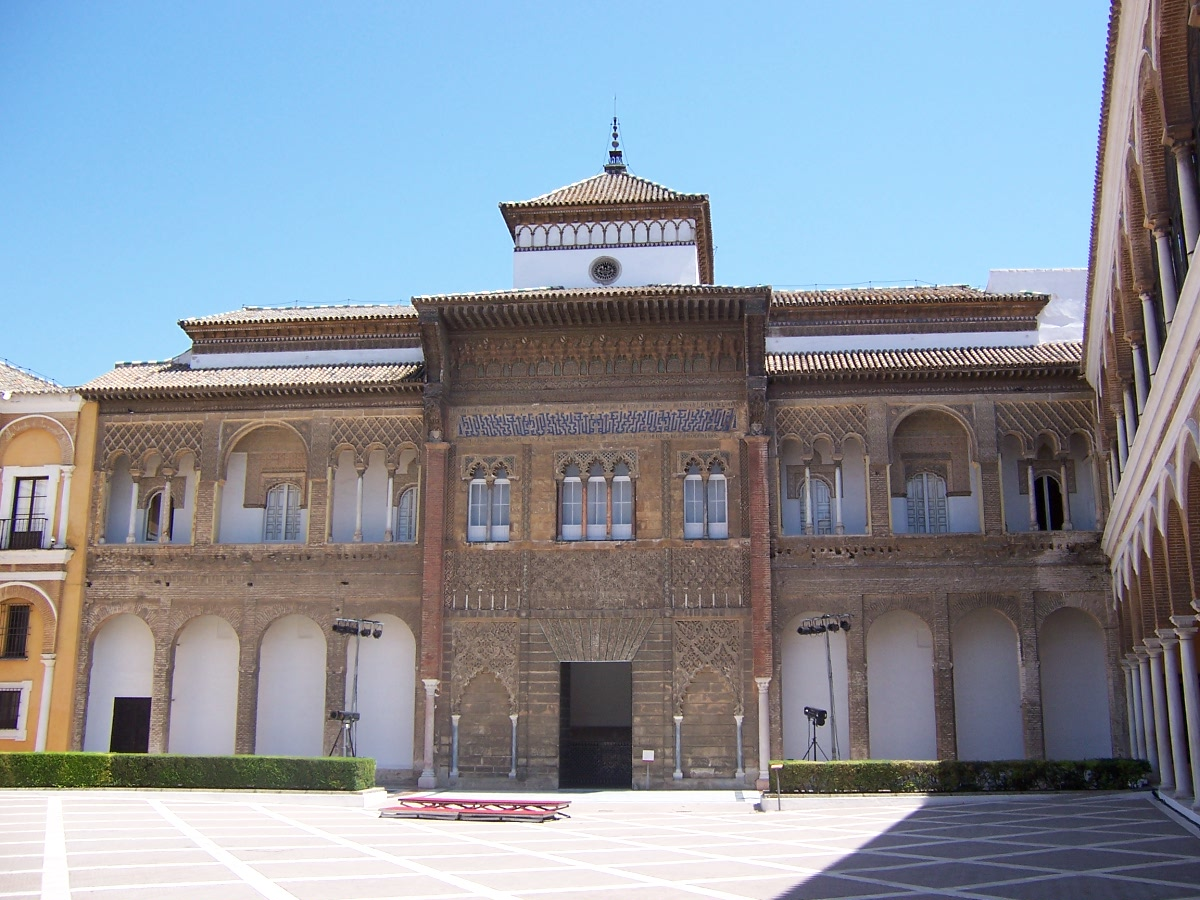
Palazzo di Maria del Portogallo e del figlio Pietro nell'Alcázar di Siviglia

Ma non molto tempo dopo, le cose tornarono come prima, Alfonso XI si riprese l'amante Eleonora e relegò Maria del Portogallo, con il figlioletto Pietro, nell'Alcázar di Siviglia, dove l'educazione di Pietro fu affidata oltre che alla madre, al nobile portoghese Giovanni Alfonso di Alburquerque, giunto in Spagna a seguito della regina Maria e designato come precettore del bambino.
Quando Alfonso XI morì nell'assedio di Gibilterra nel 1350, vittima della peste (il solo monarca europeo a morire durante la Peste Nera), e Pietro salì al trono come Pietro I, Maria e Giovanni Alfonso di Alburquerque guidarono i primi passi del nuovo sovrano contro Eleonora di Guzmán e la sua corte che aveva governato sino ad allora.
Su consiglio di Maria, Pietro fece arrestare e poi assassinare, nel 1351, Eleonora di Guzmán(secondo alcune fonti pare che sia stata strangolata da uno degli uomini al servizio di Maria).
Nel 1352, assieme all'Alburquerque, Maria concordò il matrimonio di suo figlio Pietro con la nipote del re di Francia, Bianca di Borbone.
Nel giugno 1353 il figlio Pietro I sposò Bianca di Borbone, ma dopo solo 3 giorni la ripudiò e la fece imprigionare, per raggiungere e riprendere la relazione prematrimoniale con la sua amante, Maria di Padilla.
Dopo che la carcerazione della moglie da parte di Pietro I aveva avuto la riprovazione di molti nobili della sua parte politica, Maria del Portogallo aveva appoggiato la ribellione contro il figlio, ma alla fine ci fu la caduta dell'Alburquerque, che aveva suggerito l'alleanza e che, nel 1354, assieme alla regina madre, dovette rifugiarsi in Portogallo, presso il re Alfonso IV.
Maria si ritirò ad Évora, dove morì il 18 gennaio del 1357 e i suoi resti furono traslati a Siviglia e tumulati accanto alle spoglie del figlio primogenito Ferdinando, nel convento di San Clemente. Il Chronicon Conimbricensi riporta la morte della regina Maria ad Evora (Reyna Domna Maria de Castella, mulher del Rey D. Alfonso de Castella, è filha do…Rey Dom Alfonso de Portugal è da Reyna Doña Beatris... la Cidade de Ebora), il 18 gennaio 1357, e la sua tumulazione a Siviglia.

## Figli[3][9][10][11]
Maria ad Alfonso diede due figli:
- Ferdinando di Castiglia (Valladolid 1332-Valladolid 1333)
- Pietro (Burgos, 30 agosto 1334 - Montiel, 22 marzo 1369), re di Castiglia e León.

## Ascendenza
|                           |                        |                             | Genitori                  |  |  | Nonni |  |  | Bisnonni                   |  |  | Trisnonni                 |  |
|                           |                        |                             |                           |  |  |       |  |  | Alfonso III del Portogallo |  |  | Alfonso II del Portogallo |  |
|                           |                        |                             |                           |  |  |       |  |  | Alfonso III del Portogallo |  |  | Alfonso II del Portogallo |  |
|                           |                        | Urraca di Castiglia         |                           |  |  |       |  |  | Alfonso III del Portogallo |  |  |                           |  |
| Dionigi del Portogallo    |                        |                             |                           |  |  |       |  |  | Alfonso III del Portogallo |  |  |                           |  |
|                           |                        | Beatrice di Castiglia       | Alfonso X di Castiglia    |  |  |       |  |  |                            |  |  |                           |  |
|                           |                        | Beatrice di Castiglia       | Alfonso X di Castiglia    |  |  |       |  |  |                            |  |  |                           |  |
|                           |                        | Beatrice di Castiglia       | María Guillén de Guzmán   |  |  |       |  |  |                            |  |  |                           |  |
| Alfonso IV del Portogallo |                        | Beatrice di Castiglia       |                           |  |  |       |  |  |                            |  |  |                           |  |
|                           |                        | Pietro III di Aragona       | Giacomo I d'Aragona       |  |  |       |  |  |                            |  |  |                           |  |
|                           |                        | Pietro III di Aragona       | Giacomo I d'Aragona       |  |  |       |  |  |                            |  |  |                           |  |
|                           |                        | Pietro III di Aragona       | Iolanda d'Ungheria        |  |  |       |  |  |                            |  |  |                           |  |
| Isabella di Aragona       |                        | Pietro III di Aragona       |                           |  |  |       |  |  |                            |  |  |                           |  |
|                           |                        | Costanza II di Sicilia      | Manfredi di Sicilia       |  |  |       |  |  |                            |  |  |                           |  |
|                           |                        | Costanza II di Sicilia      | Manfredi di Sicilia       |  |  |       |  |  |                            |  |  |                           |  |
|                           |                        | Costanza II di Sicilia      | Beatrice di Savoia        |  |  |       |  |  |                            |  |  |                           |  |
| Maria del Portogallo      |                        | Costanza II di Sicilia      |                           |  |  |       |  |  |                            |  |  |                           |  |
|                           | Alfonso X di Castiglia | Ferdinando III di Castiglia |                           |  |  |       |  |  |                            |  |  |                           |  |
|                           | Alfonso X di Castiglia | Ferdinando III di Castiglia |                           |  |  |       |  |  |                            |  |  |                           |  |
|                           | Alfonso X di Castiglia | Beatrice di Svevia          |                           |  |  |       |  |  |                            |  |  |                           |  |
| Sancho IV di Castiglia    | Alfonso X di Castiglia |                             |                           |  |  |       |  |  |                            |  |  |                           |  |
|                           |                        | Violante d'Aragona          | Giacomo I d'Aragona       |  |  |       |  |  |                            |  |  |                           |  |
|                           |                        | Violante d'Aragona          | Giacomo I d'Aragona       |  |  |       |  |  |                            |  |  |                           |  |
|                           |                        | Violante d'Aragona          | Iolanda d'Ungheria        |  |  |       |  |  |                            |  |  |                           |  |
| Beatrice di Castiglia     |                        | Violante d'Aragona          |                           |  |  |       |  |  |                            |  |  |                           |  |
|                           |                        | Alfonso di Molina           | Alfonso IX di León        |  |  |       |  |  |                            |  |  |                           |  |
|                           |                        | Alfonso di Molina           | Alfonso IX di León        |  |  |       |  |  |                            |  |  |                           |  |
|                           |                        | Alfonso di Molina           | Berenguela di Castiglia   |  |  |       |  |  |                            |  |  |                           |  |
| Maria di Molina           |                        | Alfonso di Molina           |                           |  |  |       |  |  |                            |  |  |                           |  |
|                           |                        | Mayor Téllez de Meneses     | Alfonso VIII di Castiglia |  |  |       |  |  |                            |  |  |                           |  |
|                           |                        | Mayor Téllez de Meneses     | Alfonso VIII di Castiglia |  |  |       |  |  |                            |  |  |                           |  |
|                           |                        | Mayor Téllez de Meneses     | Eleonora d'Inghilterra    |  |  |       |  |  |                            |  |  |                           |  |
|                           |                        | Mayor Téllez de Meneses     |                           |  |  |       |  |  |                            |  |  |                           |  |